# Centhron
Centhron es una banda alemana que combina elementos del EBM y el electro-industrial.

## Historia

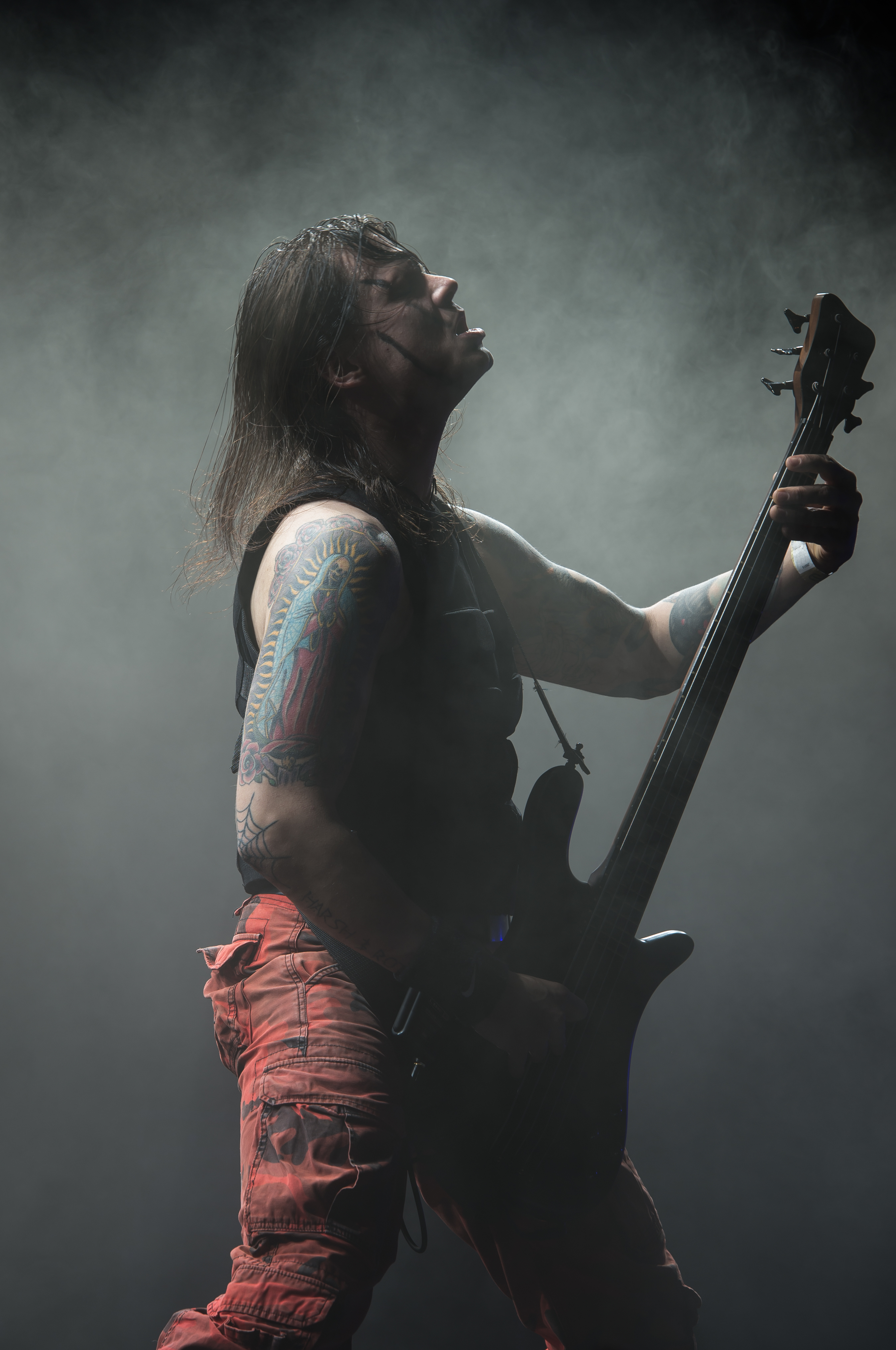
Mark Vogler (bajo) en el E-tropolis 2014.

La banda Centhron fue fundada en 2001 por Elmar Schmidt (voz, sintetizador y programación) y Jörg Herrmann (programación).
En 2002 lanzaron el CD maqueta Melek Taus, auto-publicado, y dio sus primeros conciertos con Suicide Commando.
En 2003, lanzan su primer álbum, Lichtsucher, en la compañía discográfica Starfish Music.
La banda se ha presentado en Alemania, Austria, Países Bajos, Bélgica e Italia y tocó con bandas como Suicide Commando, SITD, Kiev, Xotox, Agonoize, Reaper, Psyclon Nine, Grendel, Soman y muchos otros. 
La banda en vivo ha integrado a Melly Thies (voz), Stefan Thies (bajo) y Anette Schmidt (sintetizador en vivo). 
En 2006 vio la luz el segundo álbum de la banda, Gottwerk”, en Label Final Dusk Records.
En 2009, el grupo lanzó el álbum Roter Stern en Scanner, un subsello de Dark Dimensions. La prensa inicialmente se negó a presentar el CD, argumentando que su contenido era cuestionable.
En 2011 publicaron Dominator, también en Scanner. En la gira posterior, se unió a la banda el bajista Mark Vogler. Centhron recorrió junto con Combichrist Europa y Rusia. 
En 2012 Anette Schmidt dejó la banda y fue reemplazado por Sven Hegewald en el sintetizador y Louisa Hartwig como cantante. Sin embargo, en 2014, regresó a Centhron.
En marzo de 2013, lanzaron un nuevo álbum titulado Asgard veröffentlicht. 
El noviembre de 2014 editaron el álbum Biest.

## Discografía

### Álbumes
- 2002: Melek Taus (Maqueta-CD)
- 2003: Lichtsucher (Starfish Music)
- 2006: Gottwerk (Final Dusk Records)
- 2009: Roter Stern (Scanner, Dark Dimensions)
- 2011: Dominator (Scanner, Dark Dimensions)
- 2013: Asgard (Scanner, Dark Dimensions)
- 2014: Biest (Scanner, Dark Dimensions)
- 2017: Allvater (Scanner, Dark Dimensions)
- 2018: Lichtsucher V2 (Scanner, Dark Dimensions)
- 2018: Gottwerk V2 (Scanner, Dark Dimensions)
- 2019: Dystopia (Scanner, Dark Dimensions)